# ヘイデン・パッドン
ヘイデン・パッドン（Hayden Paddon、1987年4月20日 - ）は、ニュージーランド出身のラリードライバー。

## 経歴

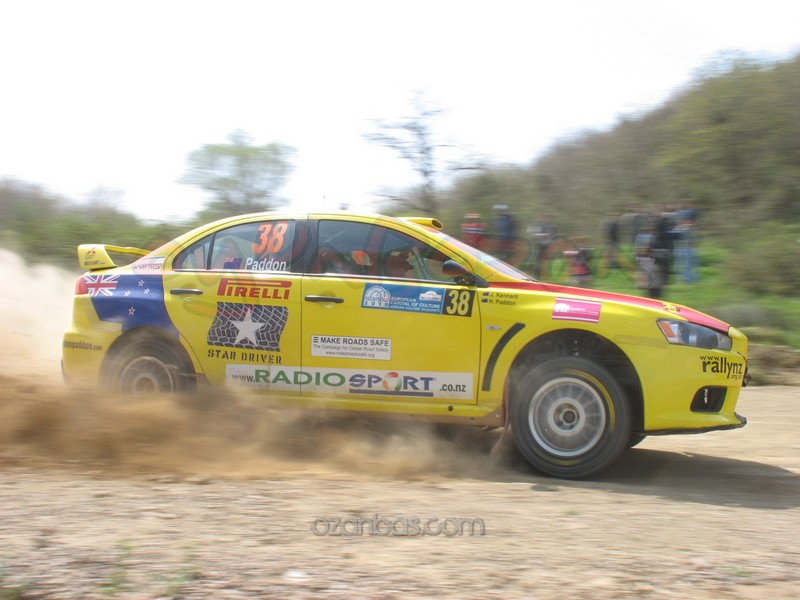
2010年ラリー・オブ・ターキー

父親もラリードライバーであるパッドンは、6歳からカートを始めた。ラリーデビューは2002年で、当時15歳であった。2006年には国内最高峰のニュージーランドラリー選手権に三菱・ランサーエボリューションでデビューし、ルーキーカップとジュニアカップを同時に勝ちとった。2007年にはプロダクションカー世界ラリー選手権 (PWRC) にワイルドカード参戦でデビュー。2008年には国内選手権を制覇した。2009年には国内選手権を連覇し、アジアパシフィックラリー選手権 (APRC) のパシフィックカップも制覇。
2010年にはPWRCで初めて優勝し年間ランキング3位。2011年にはスバル・WRX STIで念願のPWRCチャンピオンを獲得した。

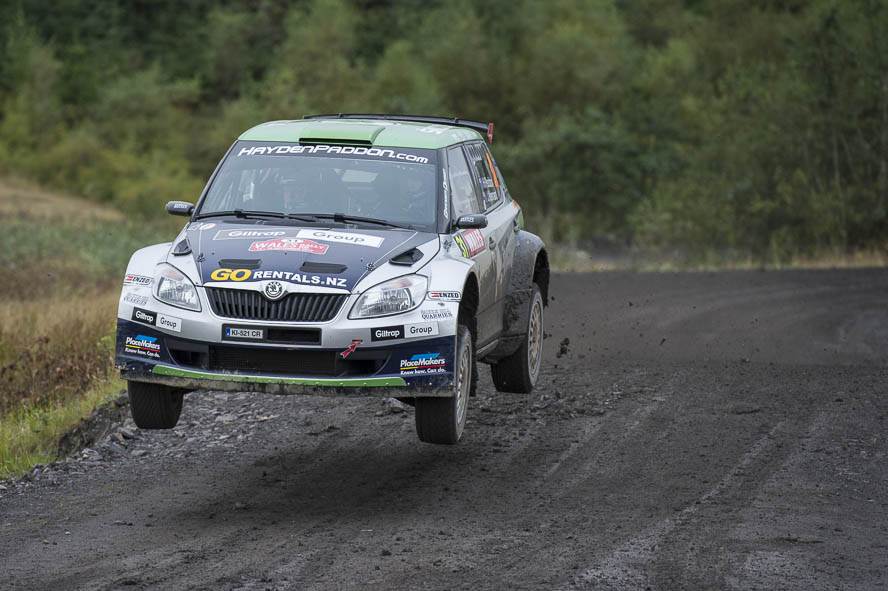
2012年ラリーGB

2012年は主戦場をS2000世界ラリー選手権 (SWRC) に切り替え、シュコダ・ファビア S2000で参戦。2勝を挙げ総合4位につけた。2013年には再び国内選手権に戻り3度目のチャンピオンになった他、ヨーロッパラリー選手権 (ERC) にフォード・フィエスタ S2000でスポット参戦もした。
2014年、WRCに復帰したヒュンダイとシーズン途中に契約し、パッドンは念願の世界ラリー選手権 (WRC) のシートを獲得。2015年にはフル参戦を果たしたが、ラリー・イタリアの2位以外は表彰台に登れず、年間9位となった。

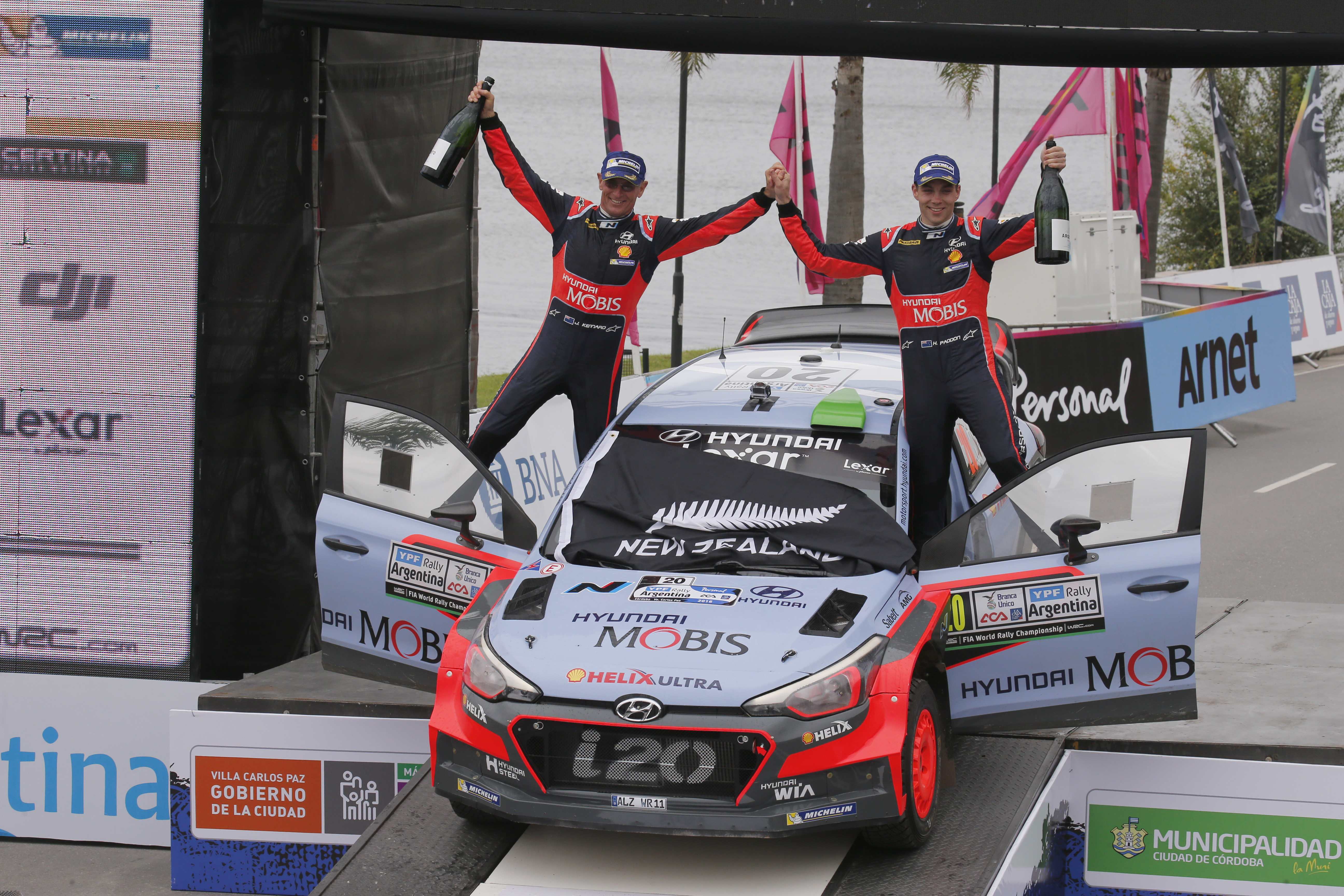
2016 ラリー・アルゼンチンで初優勝したパッドン

2016年にはラリー・アルゼンチンでWRC初優勝を飾り、2位と3位も一度ずつ獲得して総合4位につけた。
2017年は開幕戦ラリー・モンテカルロのSS1でクラッシュした際、観戦エリア外にいたスペイン人カメラマンにマシンが直撃。このカメラマンは死亡し、パッドンは残りのステージを棄権した。また第6戦ラリー・ポルトガルを前に、ジョン・ケナードの現役引退に伴ってセバスチャン･マーシャルへとコ・ドライバーを交代した。この年はポーランドとオーストラリアで表彰台に上がったが、チームメイトのティエリー・ヌービルが4勝を挙げて2位、ダニ・ソルドが同じ2度表彰台を獲得して6位であったのに対して年間8位に終わっている。

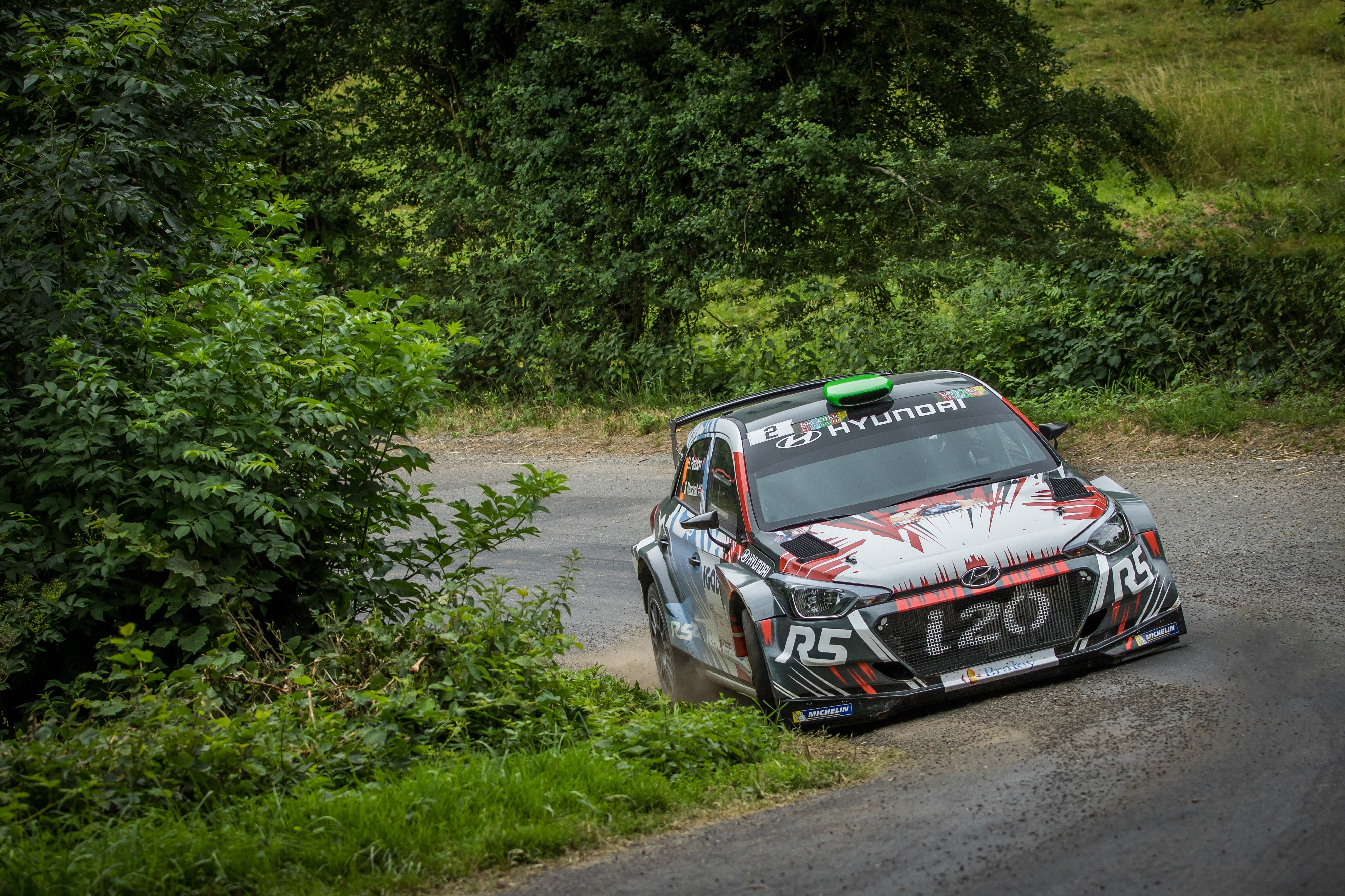
2017年ヒョンデ・i20 N R5をテスト

2018年はダニ・ソルドとシートを共有する形で、グラベルイベントを中心に参戦する。この年の表彰台は第9戦トルコの3位、最終戦オーストラリアの2位の2度のみだったが、その他のラリーでも安定した成績を残し、昨年と同じで年間8位でシーズンを終えた。しかしシーズン終了後、セバスチャン・ローブのヒュンダイ加入が決定し、それに伴いパッドンはシートを失うこととなった。

### スポット参戦
2019年は国内選手権、APRCに参戦しWRCでのシート獲得に向け奔走していた。そしてMスポーツ・フォードと契約を結び第9戦フィンランドへの出場が決まった。固定ナンバー制度導入によりヒュンダイ参戦時につけていた「20」を選択した。しかし7月29日に行われた事前テストで彼の乗るフォード・フィエスタWRCはクラッシュにより大破、ラリー本番までに修復が間に合わないためWRC復帰は幻となるはずだった。しかしその後も奔走を続け第12戦ラリーGBにWRC2プロから新型フォード・フィエスタR5で、最終戦ラリー・オーストラリアにフォード・フィエスタWRCで再び参戦が決定した。ラリーGBではトラブルに見舞われるもクラス4位に入った。しかし最終戦オーストラリアが開催地の森林火災の影響で開催中止となり、WRカー参戦は叶わずに終わった。
2020年はワークスシートの獲得を断念し、自ら設立したパッドン・ラリースポーツ・グループ（PRG）の自動車用電動モータードライブ部門で、小型SUVモデル「ヒュンダイ・コナ」をベースとしたEVラリーカーを引き続き開発とテスト走行すると同時に、8年ぶりにカレンダー復帰した地元ラリー・ニュージーランドのスポット参戦の意欲を高めていた。しかしコロナ禍の煽りでこの年の参戦は幻となった。後に母国のナショナルカラーである黒をベースに、緑で縁取りされたオールブラックスカラーのヒュンダイ・i20クーペWRCで参戦する計画があったことが明らかにされている。
2022年はラリー・エストニアと母国でWRC2に参戦を予定しており、その準備としてERCからラリー・リエパヤにヒョンデi20 Nラリー2で参戦。総合6位で完走した。しかし本番となったラリー・エストニアでは新型コロナウィルス感染により、金曜日で無念のイベント離脱となった。このこともあって、ラリー・フィンランドから参戦を果たした。4位で完走したが、テーム・スニネンのマシンのレギュレーション違反の失格により、3位へ繰り上げとなり表彰台に立った。母国戦のラリー・ニュージーランドでは序盤からトップに立ちライバルを寄せ付けない圧倒的な速さでWRC2優勝を飾った。3戦のみの出場だったがWRC2年間ランキングは10位と健闘した。
2023年はイタリアのBRCレーシング・チームからERCにフル参戦。開幕戦ファフェでは最終ステージで逆転トップに浮上し初優勝を果たす。これを皮切りに第2戦カナリアから第5戦ラリー・オブ・スカンジナビア(スウェーデン)まで全て2位に入り、第6戦ローマでは3位、第7戦バルムではリタイアとなったもののWRCワークス経験者として格の違いを見せ、圧倒的な成績でERCチャンピオンを獲得した。国際的な選手権でのタイトル獲得は2011年でのPWRCチャンピオン獲得以来12年ぶりとなった。
2024年も引き続き同チームからERCに参戦。しかし第6戦バルムまでの時点で表彰台はラリー・オブ・スカンジナビアでの3位一回のみと苦戦を強いられたが、第7戦ウェールズではSS1から首位に立ちその座を一度も明け渡すことなく優勝。これに勢いをつけ最終戦のシレジアで3位を獲得し前年に引き続きチャンピオン連覇を果たした。

## 人物
- 憧れの人物は故ポッサム・ボーン。
- 2019年のWRカーでの参戦は無かったが、同い年のオット・タナクのチャンピオン入りを祝福していた[10]

## 戦績

### WRCでの優勝
| # | 年   | 大会                       | 開催国       | コ・ドライバー   | 車                  |
| - | ---- | -------------------------- | ------------ | ---------------- | ------------------- |
| 1 | 2016 | YPF ラリー・アルヘンチーナ | アルゼンチン | ジョン・ケナード | ヒュンダイ・i20 WRC |

### WRCでの年度別成績
| 年     | 所属チーム                                                 | ランキング | 獲得ポイント | 最高位・回数 | 表彰台回数 |
| ------ | ---------------------------------------------------------- | ---------- | ------------ | ------------ | ---------- |
| 2014年 | ヒュンダイ・モータースポーツN                              | 14位       | 19           | 6位・1回     | 0回        |
| 2015年 | ヒュンダイ・モータースポーツ ヒュンダイ・モータースポーツN | 9位        | 84           | 2位・1回     | 1回        |
| 2016年 | ヒュンダイ・モータースポーツ ヒュンダイ・モータースポーツN | 4位        | 138          | 優勝・1回    | 3回        |
| 2017年 | ヒュンダイ・モータースポーツ                               | 8位        | 74           | 2位・1回     | 2回        |
| 2018年 | ヒュンダイ・シェルモービスWRT                              | 8位        | 73           | 2位・1回     | 2回        |
| 2019年 | Mスポーツ・フォードWRT                                     | NC         | 0            | 無し         | 0回        |
| 2022年 | プライベート参戦                                           | 21位       | 8            | 無し         | 0回        |